# Eurozonosia atricincta
Eurozonosia atricincta är en fjärilsart som beskrevs av George Francis Hampson 1918. Eurozonosia atricincta ingår i släktet Eurozonosia och familjen björnspinnare. Inga underarter finns listade i Catalogue of Life.